# Robert Sapolsky
Robert Maurice Sapolsky (ur. 6 kwietnia 1957 w Brooklynie, w Nowym Jorku) – amerykański biolog, neurolog i prymatolog.

## Wykształcenie i praca zawodowa
Ukończył na Uniwersytet Harvarda, uzyskując tytuł A.B. summa cum laude z antropologii biologicznej oraz Uniwersytet Rockefellera – z tytułem doktora neuroendokrynologii. Obecnie jest profesorem nauk biologicznych oraz profesorem neurologii, nauk neurologicznych oraz neurochirurgii na Uniwersytecie Stanforda. Ponadto jest pracownikiem naukowym National Museums of Kenya.
Sapolsky opracowuje sposoby ochrony neuronów czuciowych przed szkodliwym działaniem stresu. W większości są to badania laboratoryjne, ale raz do roku wyjeżdża do Afryki obserwować tę samą populację dzikich pawianów: Jest zainteresowany tym, co powoduje u nich stres i jaki to ma wpływ na choroby.
Interesuje go również rola zaburzeń schizotypowych w powstawaniu oraz rozwoju szamanizmu i współczesnych głównych religii świata zachodniego. W tym kontekście m.in. zwraca uwagę na podobieństwa występujące między zachowaniami obsesyjno-kompulsyjnymi i rytuałami religijnymi.
Sapolsky zdecydowanie reprezentuje deterministyczny pogląd na ludzkie zachowanie. Według niego „wolna wola nie istnieje, a przynajmniej nie jest ona tak powszechna, jak się zazwyczaj sądzi”. Według niego ludzkie działania są determinowane przez neurobiologię, hormony, dzieciństwo i okoliczności życiowe.
Jest autorem poczytnych książek popularnonaukowych oraz artykułów w czasopismach naukowych, prelegentem konferencji TED. W roku 1987 Fundacja MacArthurów przyznała Sapolskyemu swój grant (MacArthur Fellowship).

## Wybrane prace

### Książki
- Stress, the Aging Brain, and the Mechanisms of Neuron Death (MIT Press, 1992) ISBN 0-262-19320-5
- Why Zebras Don't Get Ulcers (1994), ISBN 0-8050-7369-8; wyd. pol. Dlaczego zebry nie mają wrzodów? Psychofizjologia stresu (Wydawnictwo Naukowe PWN, 2010) ISBN 978-83-01-16093-7
- The Trouble with Testosterone: And Other Essays on the Biology of the Human Predicament (Scribner, 1997) ISBN 978-0-684-83409-2; wyd. pol. Kłopot z testosteronem i inne eseje z biologii ludzkich tarapatów (Wydawnictwo Naukowe PWN, 2012) ISBN 978-83-01-17260-2
- Junk Food Monkeys (Headline Publishing, 1997; wyd. brytyjskie The Trouble with Testosterone) ISBN 978-0-7472-7676-0
- A Primate's Memoir (Touchstone Books, 2002) ISBN 0-7432-0247-3
- Monkeyluv: And Other Essays on Our Lives as Animals (Scribner, 2005) ISBN 0-7432-6015-5; wyd. pol. Małpie amory i inne pouczające historie o zwierzęciu zwanym człowiekiem (Prószyński i S-ka, 2008) ISBN 978-83-7469-718-7
- Behave: The Biology of Humans at Our Best and Worst (Penguin Press, 2017) ISBN 1-5942-0507-8; wyd. pol. Zachowuj się. Jak biologia wydobywa z nas to, co najgorsze, i to, co najlepsze (Media Rodzina, 2021) ISBN 978-83-8008-827-6
- Determined: A Science of Life Without Free Will (Penguin Press, 2023) ISBN 978-0-5255-6097-5; wyd. pol. Zdeterminowany. Jak nauka tłumaczy brak wolnej woli (Media Rodzina, 2024) ISBN 978-83-8265-636-7

### Artykuły w czasopismach
- Robert Sapolsky. Stress in The Wild. „Scientific American”. 262 (1), s. 116–123, 1 January 1990. DOI: 10.1038/scientificamerican0190-116. PMID: 2294581.
- Robert Sapolsky i inni. The Neuroendocrinology of Stress and Aging: The Glucocorticoid Cascade Hypothesis. „Endocrine Reviews”. 7 (3), s. 284–301, 1 August 1986. DOI: 10.1210/edrv-7-3-284. PMID: 3527687.
- Robert Sapolsky i inni. How Do Glucocorticoids Influence Stress Responses? Integrating Permissive, Suppressive, Stimulatory, and Preparative Actions. „Endocrine Reviews”. 21 (1), s. 55–89, 2000. DOI: 10.1210/er.21.1.55. PMID: 10696570.
- Robert Sapolsky i inni. Disruption of Fear Memory through Dual-Hormone Gene Therapy. „Biol Psychiatry”. 65 (5), s. 441–4, 2009. DOI: 10.1016/j.biopsych.2008.09.003. PMID: 18973875. PMCID: PMC2660393.
- Robert Sapolsky i inni. Effects of enrichment predominate over those of chronic stress on fear-related behavior in male rats. „Stress”. 12 (4), s. 305–12, 2009. DOI: 10.1080/10253890802379955. PMID: 19051124.
- Robert Sapolsky i inni. Blocking glucocorticoid and enhancing estrogenic genomic signaling protects against cerebral ischemia. „J Cereb Blood Flow Metab.”. 29 (1), s. 130–6, 2009. DOI: 10.1038/jcbfm.2008.105. PMID: 18797472.
- Robert Sapolsky. Zdrowi i Bogaci. „Świat Nauki”. grudzień 2018 nr 12 (328), s. 55-59. Warszawa: Prószyński Media. ISSN 0867-6380.